# Andrzej Szajkowski
Andrzej Maria Szajkowski (ur. 4 czerwca 1938 w Warszawie) – polski prawnik, profesor nauk prawnych, specjalizujący się w prawie cywilnym, handlowym i własności przemysłowej, przez czternaście lat kierownik Katedry Prawa Handlowego Katolickiego Uniwersytetu Lubelskiego, a następnie emerytowany profesor tego uniwersytetu. Jeden z czterech członków zespołu, który opracował projekt Kodeksu spółek handlowych. Był także współautorem projektów ustaw: o wynalazczości (1972) i o zwalczaniu nieuczciwej konkurencji (1993). Pomysłodawca i inicjator „Systemu Prawa Prywatnego”.

## Życiorys
Szajkowski urodził się 4 czerwca 1938 w Warszawie. W 1962 ukończył studia filozoficzno-teologiczne na Akademii Teologii Katolickiej w Warszawie, a w 1967 studia prawnicze na Uniwersytecie Warszawskim. W 1974 obronił na Uniwersytecie Śląskim pracę doktorską „Strona w postępowaniu w sprawie o udzielenie patentu” napisaną pod kierunkiem Michała Staszkowa. W latach 1970–1975 kierował ośrodkiem studiów w zakresie własności przemysłowej w Urzędzie Patentowym. Od 1975 był pracownikiem Instytutu Nauk Prawnych PAN, gdzie pełnił funkcję Kierownika Zespołu Prawa Prywatnego. Wraz z wprowadzeniem stanu wojennego Prezes Urzędu Patentowego złożył wniosek o wyrzucenie go z INP Polskiej Akademii Nauk jako „wroga PRL i element antysocjalistyczny”. Na skutek tego ówczesny dyrektor Instytutu wysłał go na przymusowy staż za granicę. Po powrocie, w 1983 otrzymał stopień doktora habilitowanego na podstawie pracy „Wynalazki wspólne. Aspekty prawne”. W 1992 otrzymał tytuł profesora nauk prawnych. W latach 1992–1999 kierował w INP PAN Zespołem Polskiego i Europejskiego Prawa Prywatnego, w latach 1997–1999 był dyrektorem Instytutu. Od 1995 pracował równocześnie na Katolickim Uniwersytecie Lubelskim, gdzie do 2009 kierował Katedrą Prawa Handlowego. W 1998 został członkiem Rady Legislacyjnej, a dwa lata później jej przewodniczącym. Emerytowany profesor Katolickiego Uniwersytetu Lubelskiego. Był współzałożycielem jednej z największych polskich kancelarii prawniczych, która nosi dziś nazwę Sołtysiński Kawecki & Szlęzak (SK&S).
Był współautorem projektów ustaw: o wynalazczości (1972) i o zwalczaniu nieuczciwej konkurencji (1993). Od 1996 był członkiem Zespołu do Spraw Spółek Handlowych przy Komisji Kodyfikacyjnej Prawa Cywilnego (pozostali członkowie: Stanisław Sołtysiński, Janusz Szwaja – do 1999, Andrzej Szumański – od 1999), w ramach którego w 1997 i 1999 przedstawiono dwa projekty Kodeksu spółek handlowych.
W 1994 był autorem pierwszego od kilkudziesięciu lat polskiego opracowania prawa spółek handlowych. Był pomysłodawcą oraz współautorem (wraz ze Stanisławem Sołtysińskim i Januszem Szwają) pierwszego w czasach powojennych komentarza do Kodeksu handlowego, a później (wraz ze wspomnianymi i Andrzejem Szumańskim) pierwszego komentarza do Kodeksu spółek handlowych. Był również pomysłodawcą, inicjatorem, a zarazem organizatorem „Systemu Prawa Prywatnego”, na którego redaktora naczelnego (jako Dyrektor Instytutu Nauk Prawnych PAN) powołał Zbigniewa Radwańskiego – wspólnie dokonywali wyboru składu osobowego i tematyki poszczególnych tomów.
Jest autorem m.in. prac: Postępowanie w sprawie udzielenia patentu (1974), Patent europejski (1974), Udzielanie ochrony patentowej (1979), Wynalazki wspólne. Aspekty prawne (1982), Prawo spółek handlowych (pięć wydań w latach 1995–2005 – współautor Monika Tarska), współautorem komentarzy do Kodeksu handlowego (1994–1996) i Kodeksu spółek handlowych (2002), redaktorem tomu Prawo wynalazcze w ramach Systemu prawa własności intelektualnej (1990 – z Januszem Szwają).
Był promotorem m.in. Andrzeja Herbeta, Moniki Tarskiej oraz Heleny Żakowskiej-Henzler.
Odznaczony Krzyżem Kawalerskim (1990) i Krzyżem Oficerskim (2001) Orderu Odrodzenia Polski.
Członek Academie Internationale de Droit Compare (IACL), a w latach 1969–1996 członek Association Internationale pour la Propriete Industrielle (AIPPI).